# Бритт, Би Джей
Би Джей Бритт (англ. B. J. Britt; род. 7 мая 1982) — американский актёр, наиболее известен по ролям в сериалах «Агенты Щ.И.Т.» и «Быть Мэри Джейн».
Родился в Лос-Анджелесе. На телевидении дебютировал в 2003 году в роли Девона Фокса в сериале «Холм одного дерева». Впоследствии снимался в сериалах «Вероника Марс», «C.S.I.: Место преступления Майами», «Дневники Вампира», «Быть Мэри Джейн», а также в пародии на серию фильмов «Сумерки», которая принесла популярность актёру.
В 2014 году был выбран на роль агента Антуана Триплетта в сериале АВС «Агенты Щ.И.Т.».

## Фильмография

### Кино
| Год  | Название                             | Роль             |
| ---- | ------------------------------------ | ---------------- |
| 2006 | Мирный воин                          | Кайл             |
| 2006 | Разверзлись небеса                   | Хейвуд Паттерсон |
| 2009 | Швы                                  | Скотт            |
| 2010 | Мама Стейси                          | Рэндалл          |
| 2010 | Вампирский засос                     | Антуан           |
| 2014 | 10 вещей, которые я ненавижу в жизни | Ник              |

### Телевидение
| Год     | Название                          | Роль                  |
| ------- | --------------------------------- | --------------------- |
| 2003-09 | Холм одного дерева                | Девон Фокс            |
| 2006    | Вероника Марс                     | Рашард Рукер          |
| 2006    | Один на один                      | Кэлвин                |
| 2006    | Такая Рэйвен                      | Дилан                 |
| 2007    | Линкольн-хайтс                    | Верн                  |
| 2008    | Детектив Раш                      | Том 'Бриз' Бернард    |
| 2008    | C.S.I.: Место преступления Майами | Джаред Белл           |
| 2013    | Все ненавидят Криса               | Вальтер Дикерсон      |
| 2010    | Дневники Вампира                  | Картер                |
| 2010    | Кости                             | Клинтон               |
| 2011    | Никита                            | Джастин Меррик        |
| 2011    | Главный подозреваемый             | Грабитель             |
| 2012    | Гримм                             | Брайен                |
| 2012    | Сыны анархии                      | Дарнелл               |
| 2013    | Воспитывая Хоуп                   | Бобби Боуман          |
| 2013-15 | Быть Мэри Джейн                   | Пол Паттерсон-младший |
| 2013-14 | Агенты Щ.И.Т.                     | Антуан Триплетт       |
| 2016    | Нереально                         | Дариус Хилл           |